# Edward Gourdin
Edward Orval (Ned) Gourdin (Jacksonville, 10 augustus 1897 – Quincy, 22 juli 1966) was een Amerikaanse atleet, die was gespecialiseerd in het verspringen. Hij had drie jaar lang het wereldrecord in handen. Daarnaast was hij een getalenteerd meerkamper, getuige de nationale titels die hij haalde in 1921 en 1922.

## Loopbaan
Op 23 juli 1921 verbeterde Gourdin in Cambridge het wereldrecord bij het verspringen. Hij vertegenwoordigde de Verenigde Staten op de Olympische Spelen van 1924 in Parijs. Op het onderdeel verspringen won hij daar de zilveren medaille. Met een beste poging van 7,275 eindigde hij achter zijn landgenoot William DeHart Hubbard (goud; 7,445) en voor de Noor Sverre Hansen (brons; 7,26).
Edward Gourdin werd hierna advocaat. In 1925 werd hij toegelaten in Massachusetts. In 1936 stapte Gourdin over naar de andere kant en werd aanklager. In 1958 werd Gourdin de eerste zwarte rechter van het Hooggerechtshof van Massachusetts.

## Titels
- Amerikaans kampioen verspringen - 1921
- Amerikaans kampioen vijfkamp - 1921, 1922
- IC4A-kampioen verspringen - 1921

## Persoonlijk record
| Onderdeel   | Prestatie      | Datum        | Plaats    |
| ----------- | -------------- | ------------ | --------- |
| verspringen | 7,69 m (ex-WR) | 23 juli 1921 | Cambridge |

## Palmares

### verspringen
- 1921:  Amerikaanse kamp. - 7,21 m
- 1924:  OS - 7,445 m

### vijfkamp
- 1921:  Amerikaanse kamp. - 12 p
- 1922:  Amerikaanse kamp. - 10 p

- Bibliothèque nationale de France: cb16922133p (data)
- International Standard Name Identifier: 0000 0004 4248 1009
- Library of Congress Control Number: n2004073668
- SNAC: w64t90pq
- Virtual International Authority File: 51081352
- WorldCat: E39PBJdcyKcdgQ3FR7BdJbPCwC